# Grímsey
Ne doit pas être confondu avec Grimsay ou Graemsay.
Grímsey est une petite île islandaise située à 41 km au nord de la côte de l'Islande, directement sur le cercle arctique.

## Géographie
Grímsey se situe en mer du Groenland et mesure 5,3 km2 de superficie pour une altitude maximale de 105 mètres. La terre la plus proche est l'île de Flatey, 39,4 kilomètres plus au sud. Grímsey n'est cependant pas la terre la plus au nord de l'Islande, l'îlot de Kolbeinsey, 74 kilomètres au nord-ouest, détenant ce titre.

## Climat
Le climat à Grímsey est selon la classification de Köppen de type ET (toundra). L'hiver (de janvier à mars), les températures varient entre −5 °C et 0 °C (il y fait rarement en dessous de −10 °C). Les étés y sont également assez frais, avec des températures ne dépassant que rarement les 15 °C en juillet.

## Démographie et transport
Grímsey est cependant la région habitée le plus au nord du pays et comptait, en 2004, 92 habitants (61 habitants en 2018). Administrativement, la municipalité de Grímseyjarhreppur a été rattachée à celle d'Akureyri en 2009 à la suite d'un référendum. L'industrie principale est la pêche. L'île est reliée au reste du pays trois fois par semaine par un ferry qui rejoint Dalvík. Elle possède un petit aéroport (code IATA GRY) et des vols réguliers sont assurés entre l'île et Akureyri.

## Dans la culture
L'île de Grímsey sert de cadre à une partie de l'intrigue du roman Temps glaciaires de Fred Vargas.